# Спілка молодих соціалістів
Загальноукраїнська молодіжна громадська організація «Спілка молодих соціалістів», СМС — український молодіжний політичний рух, молодіжна організація СПУ. Є членом Міжнародного союзу молодих соціалістів (IUSY).

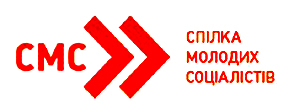
Емблема молодіжного крила партії — ВМГО «Спілка молодих соціалістів»

## Історія
СМС створена в 2002 році. Першим головою став Євген Філіндаш, який в 2001 році під час акції «Україна без Кучми!» був комендантом наметового табору на Хрещатику.
Відразу після створення СМС взяла участь в акції «Повстань, Україно!», члени СМС забезпечували охорону лідерів тодішньої опозиції — Олександра Мороза, Юлії Тимошенко, Петра Симоненка. Відзначилися СМСівці і при перекритті автомобільного руху в центрі Києва, встановленні наметів біля Адміністрації Кучми і їх захисту від знесення міліцією. Організовують різні акції та громадські ініціативи — як в окремих містах, так і загальноукраїнські. 2005 року організовувала акції проти вступу України в НАТО.
З 2007 до 2010 головою СМС був Денис Волошин, з 2010 — Ляля Беляєва СМС має відділення в усіх регіонах України.